# Nickelodeon Junior
Nickelodeon Junior ist ein französischer Fernsehsender von Paramount Global. Es ist die französische Version des amerikanischen Senders Nick Jr.

## Geschichte
Im Dezember 2009 kündigte die Gruppe die Gründung von Nickelodeon Junior an, das das bereits bestehende Angebot von Nickelodeon ergänzen werde und für Kinder im Alter von drei bis sieben Jahren gedacht sei. Bis Ende 2014 sendete der Sender von 18.00 bis 22.30 Uhr.